# أليسون بايلز
أليسون بايلز (بالإنجليزية: Alyson Bailes)‏ (و. 1949 – 2016 م) هي دبلوماسية من المملكة المتحدة .

## التعليم
تعلمت في Somerville College

## جوائز
حصلت على جوائز منها:
- Companion of the Order of St Michael and St George.